# Wejście smoka
Wejście smoka (ang. Enter the Dragon, chiń. 龍爭虎鬥) – hongkońsko-amerykański film akcji z 1973 roku. Zdjęcia kręcono w Hongkongu i Los Angeles.
W 2004 roku film został dodany przez National Film Preservation Board do listy filmów National Film Registry tworzących dziedzictwo kulturalne Stanów Zjednoczonych do przechowywania w Bibliotece Kongresu Stanów Zjednoczonych.

## Fabuła
Agent międzynarodowej organizacji wywiadowczej Braithwaite (Geoffrey Weeks), werbuje do misji szpiegowskiej mistrza sztuk walki, Lee (Bruce Lee). Ma on zdobyć informacje, które pomogą zdemaskować niejakiego Hana (Shih Kien), czerpiącego zyski z handlu narkotykami i prostytucji. W tym celu Lee udaje się na turniej na odległą wyspę.
Przed wyjazdem bohater dowiaduje się, że to jeden z ludzi Hana jest odpowiedzialny za śmierć jego siostry. Rozpoczyna się turniej. Lee wygrywa w kolejnych krwawych starciach z przeciwnikami. Tymczasem Han zaczyna podejrzewać, że ktoś poznał jego sekret.

## Obsada
- Bruce Lee – Lee
- John Saxon – Roper
- Ahna Capri – Tania
- Jim Kelly – Williams
- Kien Shih – Han
  - Keye Luke – Han (głos)[3]
- Robert Wall – O’Hara
- Angela Mao – Su Lin
- Bolo Yeung – Bolo
- Peter Archer – Parsons
- Betty Chung – Mei Ling
- Geoffrey Weeks – Braithwaite
- Marlene Clark – sekretarka
- Allan Kent – Golfer
- Jackie Chan – kryminalista w więzieniu